# Provincie Macerata
Macerata (Provincia di Macerata) je provincie v oblasti Marche. Sousedí na severu s provincií Ancona, na východě s Jaderským mořem, na jihovýchodě s provincií Fermo na jihu s provincií Ascoli Piceno, na západě s umbrijskou provincií Perugia.

## Okolní provincie
| Růžice kompasu |         | Ancona             |       | Růžice kompasu |
| Růžice kompasu | Perugia | Sever              |       | Růžice kompasu |
| Růžice kompasu | Perugia | Provincie Macerata |       | Růžice kompasu |
| Růžice kompasu | Perugia | Jih                |       | Růžice kompasu |
| Růžice kompasu |         | Ascoli Piceno      | Fermo | Růžice kompasu |